# Anna Gyarmati
Anna Gyarmati (ur. 6 stycznia 1993 w Egerze) – węgierska snowboardzistka, specjalizująca się w konkurencjach Big Air i slopestyle. Jak dotąd nie startował na igrzyskach olimpijskich. Na Mistrzostwach świata startowała dwukrotnie lecz najlepszy wynik zanotowała w 2015 roku, gdzie zajęła 6. miejsce w Slopestyle'u. Najlepsze wyniki w Pucharze Świata osiągnęła w sezonie 2014/2015, kiedy to zajęła 15. miejsce w klasyfikacji generalnej (AFU), a w klasyfikacji slopestyle'u była 12.

## Osiągnięcia

### Mistrzostwa świata
| Miejsce | Dzień       | Rok  | Miejscowość | Konkurencja | Zwycięzca       |
| ------- | ----------- | ---- | ----------- | ----------- | --------------- |
| 16.     | 18 stycznia | 2013 | Stoneham    | Slopestyle  | Spencer O’Brien |
| 6.      | 21 stycznia | 2015 | Kreischberg | Slopestyle  | Miyabi Onitsuka |

### Puchar Świata(AFU)

#### Miejsca w klasyfikacji generalnej
- sezon 2012/2013: 105.
- sezon 2013/2014: 17.
- sezon 2014/2015: 15.
- sezon 2015/2016: 16.

#### Zwycięstwa w zawodach
1. Mammoth Mountain – 21 stycznia 2016 (Slopestyle)